# Under My Skin (album, Avril Lavigne)
Under My Skin je drugi glasbeni album kanadske pevke in tekstopiske Avril Lavigne, izdan 25. maja 2004; to je bil njen zadnji album, izdan preko založbe Arista Records. Album Under My Skin je debitiral na prvem mestu lestvice Billboard 200 in revija Billboard ga je kasneje uvrstila na stodevetinštirideseto mesto najbolje prodajanih albumov 2000. let. Po svetu je album prodal več kot 10 milijonov izvodov.

## Ozadje
Avril Lavigne, ki ni nameravala sodelovati s profesionalnimi tekstopisci ali producenti, je večino pesmi z albuma napisala v sodelovanju s kanadsko pevko in tekstopisko Chantal Kreviazuk, s katero se je spoprijateljila poleti leta 2003. Chantal Kreviazuk, katere mož je Raine Maida iz glasbene skupine Our Lady Peace, je bila tudi spremljevalna glasbenica na njenih koncertih v Evropi, spoznali pa sta se na dobrodelnem koncertu SARS v Torontu junija 2003. Naslednji dan sta skupaj odšli na kosilo, med tem pa ji je Avril Lavigne predstavila svoje zamisli za svoj naslednji album. Večino pesmi sta napisali v roku treh tednov v skladišču Raina Maide v Torontu. Chantal Kreviazuk je Avril Lavigne kasneje povabila na svoj dom v Malibuju, Kalifornija, kjer nadaljevali z delom; v hiši, ki ima tudi snemalni studio, sta veliko pesmi tudi posneli.
Chantal Kreviazuk je svojemu možu predlagala, da bi nekaj pesmi produciral, še preden je to predlagala Avril Lavigne. Nazadnje je Raine Maida zares produciral pet pesmi z albuma, med drugim tudi pesem »Fall to Pieces«, ki sta jo napisala skupaj z Avril Lavigne. K sodelovanju je Avril Lavigne povabila še dva producenta: Dona Gilmorea, ki je produciral tri pesmi z albuma, od katerih sta dve napisali Chantal Kreviazuk in Avril Lavigne, ter Butcha Walkerja, ki je v treh dneh produciral tri pesmi. Avril Lavigne je eno pesem, »Nobody's Home«, napisala v sodelovanju z Benom Moodyjem, bivšim članom glasbene skupine Evanescence, ostale pa s svojim kitaristom Evanom Taubenfeldom.
Na svoji uradni spletni strani je Avril Lavigne ob izidu albuma Under My Skin napisala, da se je od izida svojega prvega glasbenega albuma, Let Go, naučila veliko: »Sodelovala sem pri vsem, kar je bilo potrebno za izdelavo tega albuma. Sem zelo praktična. Vedela sem, kako si želim, da bi zveneli bobni, kako kitare in kakšna naj bo struktura. Tokrat cel proces izdelave razumem veliko bolje, ker sem šla čez vse. Ko pride do mojega zvoka, sem zelo izbirčna.« O temi albuma je dejala: »Toliko sem preživela in o tem želim tudi govoriti ... O fantih, o zmenkih ali o razmerjih.«
Album Under My Skin je mešanica pop in rock glasbene zvrsti, tako kot prvi album Avril Lavigne, Let Go. Album Under My Skin so opisali kot teen pop, punk, pop rock pop punk, alternativni rock, nu metal in post-grunge album.

## Sprejem
Na spletni strani Metacritic so glasbeni kritiki albumu Under My Skin dodelili 65 od 100 točk, kar velja za pozitivno oceno.
David Browne iz revije Entertainment Weekly je v svoji oceni albuma napisal: »Avril Lavigne je postala še bolj, no, zapletena,« njen zvok pa naj bi bil »še bolj obremenjen«. David Browne dodaja: »Pa čeprav rezultat deluje še tako izmišljeno, ne moremo zanikati, da gre za izpopolnjeno delo.« Sal Cinquemani iz revije Slant je napisal, da je njen zvok sedaj še bolj temačen in težek ter Avril Lavigne primerjal z Amy Lee iz glasbene skupine Evanescence, tako kot David Browne. S tem se je strinjala tudi Carly Carioli iz revije Blender, ki je dodala, da »je njen zvok sedaj še globlji in temnejši, in ne žrtvuje ga platinastim pocukranim melodijam.« Kelefa Sanneh iz revije Rolling Stone je pohvalila vokale Avril Lavigne, saj naj bi bila »praznina tisto, zaradi česar se je njenim pesmim tako težko upreti. Naj bo to divji punk ali pa mirna balada, vse zapoje enako.« Glasbeni stil albuma je Tim O'Neil iz revije PopMatters primerjal z »zvokom razbitih punk kitar, ki igrajo močne akorde, kakršnih nismo slišali že vse odkar je glasbena skupina Green Day izdala album Dookie.« Andrew Strickland s spletne strani Yahoo! Music se je strinjal in dodal: »Dekle s svojimi majhnimi pljuči ustvari čudovite pesmi ... Ve, kdaj mora zastokati, kdaj pa zakričati.«
Po drugi strani pa je Stephen Thomas Erlewine s spletne strani Allmusic napisal: »... Album Under My Skin je malce neroden, saj včasih zveni nekoliko napeto in negotovo, tako da poslušalci lahko podvomijo o Avrilini samozavesti in njenih ambicijah.« V svoji oceni albuma je Avril Lavigne primerjal s kanadsko pevko in tekstopisko Alanis Morissette. Po mnenju Sala Cinquemanija so besedila njena »najbolj šibka točka« in s tem se je strinjal tudi Andrew Strickland: »Gdč. Lavigne odrašča, oddaljuje se od najstniških tem s svojega prvenca Let Go, še vedno pa težko najde zgodbe, ki bi se ji zdele vredne petja.« Tim O'Neil iz revije PopMatters je v svoji oceni albuma napisal: »Pesmi z albuma Under My Skin, ki jih je napisala Avril Lavigne, se zdijo negotove,« album sam pa je označil za »sicer dobro nadaljevanje [albuma Let Go], ki pa me je vseeno malce razočaralo.« Alexis Petridis iz revije The Guardian je albumu dodelila negativno oceno, saj naj bi bil »virus, ki uniči vse, kar mu pride na pot«, kritizirala pa je tudi besedila pesmi: »Glasba je tako nedokončana, da se človek sploh ne more posvetiti besedilom. In to je pravzaprav blagoslov.« Alexis Petridis je album Under My Skin vključila tudi na svoj seznam »najslabših albumov moderne dobe.«

## Izid in singli
Album Under My Skin je v Združenih državah Amerike izšel 25. maja 2004. Preko albuma je Avril Lavigne izdala štiri uradne single:
- Prvi singl z albuma je bila pesem »Don't Tell Me«, ki jo je producirala in napisala Avril Lavigne v sodelovanju z Evanom Taubenfeldom in Butchom Walkerjem. Pesem je bila leta 2004 nominirana za nagrado MTV Video Music in zasedla dvaindvajseto mesto na glasbeni lestvici Billboard Hot 100, peto na britanski in deseto na avstralski lestvici.
- Pesem »My Happy Ending« je izšla kot drugi in glavni singl z albuma; napisala in producirala sta jo Avril Lavigne in Butch Walker. Po izidu pesmi je album Under My Skin za nekaj tednov ponovno zasedel prvo mesto kanadske lestvice in eno izmed prvih petih mest na ameriški, nemški, britanski, avstralski in mnogih evropskih lestvicah. Postal je četrti singl Avril Lavigne, ki se je uvrstil na vrh ameriške lestvice Mainstream Top 40 in njen drugi singl, ki je prejel platinasto certifikacijo s strani organizacije RIAA, ki jo je pred tem prejel samo njen debitantski singl, »Complicated«. Pesem je postala svetovna uspešnica.
- Tretji singl z albuma, pesem »Nobody's Home«, sta napisala Avril Lavigne in bivši član glasbene skupine Evanescence, Ben Moody, produciral pa jo je Don Gilmore. Pesem ni bila tako uspešna kot njeni predhodniki.
- Pesem »He Wasn't«, ki je izšla kot četrti singl z albuma, sta napisali in producirali Avril Lavigne in Chantal Kreviazuk. Pesem v Združenih državah Amerike in Avstraliji ni izšla kot singl; tam so namesto le-te kot radijski singl izdali pesem »Fall to Pieces«.

## Dosežki na lestvicah
Album Under My Skin je bil prvi album Avril Lavigne, ki je debitiral na prvem mestu lestvice Billboard 200, saj je v prvem tednu od izida prodal 381.000 izvodov. S strani organizacije Recording Industry Association of America (RIAA) je album novembra 2004 prejel dvakratno platinasto certifikacijo, do januarja 2006 pa se je prodalo že več kot 3 milijone izvodov albuma samo v Združenih državah Amerike, s čimer si je album prislužil trikratno platinasto certifikacijo s strani organizacije RIAA. Album je postal dvaindvajseti najbolje prodajani album v Združenih državah Amerike leta 2004 in oseminšestdeseti leta 2005.
Album je debitiral na vrhu japonske glasbene lestvice, kjer je v prvem tednu od izida prodal več kot 286,894 izvodov. Album Under My Skin je v prvem tednu od izida zasedel prvo mesto kanadske lestvice z 63.000 prodanimi izvodi. Nazadnje se je uvrstil tudi na prvo mesto britanske, tajske, avstralske, španske in mehiške lestvice ter vrh lestvice Billboardovih najbolje prodajanih internetnih albumov. Skoraj pet mesecev je ostal na novozelandski glasbeni lestvici in za uspešno prodajo tam nazadnje prejel zlato certifikacijo, a se na lestvici nikoli ni uvrstil višje od sedmega mesta. 15. aprila 2007 se je album ponovno uvrstil na britansko lestvico, in sicer na šestdeseto mesto. Album Under My Skin je po svetu do danes prodal več kot 9 milijonov izvodov.

## Promocijske turneje
Da bi promovirala album Under My Skin je Avril Lavigne pričela s turnejo Live and by Surprise, v sklopu katere je obiskala enaindvajset mest v Kanadi in Združenih državah Amerike. Prizorišče koncerta niso potrdili do oseminštirideset ur pred koncertom samim; prvi koncert so priredili 5. marca 2004 v Milwaukeeu, Wisconsin, tisti teden, ko je na radiu izšla pesem »Don't Tell Me«. Ob spremljavi svojega kitarista Evana Taubenfelda je Avril Lavigne nastopila s petimi krajšimi akustičnimi različicami pesmi z albuma. Poleg tega je izvedla še pesmi »Complicated« in »Sk8er Boi« z albuma Let Go. Izbrane posnetke s turneje so izdali preko EP-ja Live Acoustic, ki so ga prodajali v trgovini Target.

### Bonez World Tour
Avril Lavigne je med letoma 2004 in 2005 nastopila na svoji prvi svetovni turneji, Bonez Tour, v sklopu katere je obiskala Severno Ameriko, Evropo, Azijo, Afriko in Latinsko Ameriko. Turneja, ki jo je sestavljalo stoštirideset koncertov, se je pričela 26. septembra 2004, in končala čez eno leto, 25. septembra 2005. Na turneji sta jo spremljala glasbena skupina Simple Plan in Butch Walker, nastopila pa je tudi z lastnimi različicami pesmi drugih glasbenikov, kot so pesem »American Idiot« glasbene skupine Green Day in pesem »All the Small Things« glasbene skupine Blink-182. Nastop v živo na stadionu Budokan so tudi posneli in ga izdali na DVD-ju Live at Budokan: Bonez Tour, ki pa so ga izdali samo na Japonskem.

## Seznam pesmi
| Št. | Naslov             | Pisec                           | Producent(i) | Dolžina |
| --- | ------------------ | ------------------------------- | ------------ | ------- |
| 1.  | „Take Me Away‟     | Avril Lavigne, Evan Taubenfeld  | Don Gilmore  | 2:57    |
| 2.  | „Together‟         | Lavigne, Chantal Kreviazuk      | Gilmore      | 3:14    |
| 3.  | „Don't Tell Me‟    | Lavigne, Taubenfeld             | Butch Walker | 3:21    |
| 4.  | „He Wasn't‟        | Lavigne, Kreviazuk              | Raine Maida  | 2:59    |
| 5.  | „How Does It Feel‟ | Lavigne, Kreviazuk              | Maida        | 3:44    |
| 6.  | „My Happy Ending‟  | Lavigne, Butch Walker           | Walker       | 4:02    |
| 7.  | „Nobody's Home‟    | Lavigne, Ben Moody              | Gilmore      | 3:32    |
| 8.  | „Forgotten‟        | Lavigne, Kreviazuk              | Gilmore      | 3:17    |
| 9.  | „Who Knows‟        | Lavigne, Kreviazuk              | Maida        | 3:30    |
| 10. | „Fall to Pieces‟   | Lavigne, Maida                  | Maida        | 3:30    |
| 11. | „Freak Out‟        | Lavigne, Taubenfeld, Matt Brann | Walker       | 3:13    |
| 12. | „Slipped Away‟     | Lavigne, Kreviazuk              | Maida        | 3:34    |

| Britanska izdaja z dodatnimi pesmimi | Britanska izdaja z dodatnimi pesmimi | Britanska izdaja z dodatnimi pesmimi | Britanska izdaja z dodatnimi pesmimi | Britanska izdaja z dodatnimi pesmimi |
| Št.                                  | Naslov                               | Pisec                                | Producent(i)                         | Dolžina                              |
| ------------------------------------ | ------------------------------------ | ------------------------------------ | ------------------------------------ | ------------------------------------ |
| 13.                                  | „I Always Get What I Want‟           | Lavigne, Clif Magness                | Clif Magness                         | 2:31                                 |

| Japonska izdaja z dodatnimi pesmimi | Japonska izdaja z dodatnimi pesmimi          | Japonska izdaja z dodatnimi pesmimi | Japonska izdaja z dodatnimi pesmimi | Japonska izdaja z dodatnimi pesmimi |
| Št.                                 | Naslov                                       | Pisec                               | Producent(i)                        | Dolžina                             |
| ----------------------------------- | -------------------------------------------- | ----------------------------------- | ----------------------------------- | ----------------------------------- |
| 13.                                 | „I Always Get What I Want‟                   | Lavigne, Clif Magness               | Clif Magness                        | 2:31                                |
| 14.                                 | „Nobody's Home (akustična različica v živo)‟ | Lavigne, Moody                      | Gilmore                             | 3:38                                |

| Dvojna izdaja z DVD-jem | Dvojna izdaja z DVD-jem       | Dvojna izdaja z DVD-jem |
| Št.                     | Naslov                        | Dolžina                 |
| ----------------------- | ----------------------------- | ----------------------- |
| 1.                      | „Celoten album v remixih‟     |                         |
| 2.                      | „Za kamerami‟                 |                         |
| 3.                      | „Don't Tell Me‟ (videospot)   |                         |
| 4.                      | „My Happy Ending‟ (videospot) |                         |
| 5.                      | „Nobody's Home‟ (videospot)   |                         |

| Posebna izdaja z dodatnimi pesmimi | Posebna izdaja z dodatnimi pesmimi | Posebna izdaja z dodatnimi pesmimi | Posebna izdaja z dodatnimi pesmimi |
| Št.                                | Naslov                             | Pisec                              | Dolžina                            |
| ---------------------------------- | ---------------------------------- | ---------------------------------- | ---------------------------------- |
| 13.                                | „Nobody's Home‟ (v živo)           | Lavigne, Moody                     | 3:20                               |
| 14.                                | „Take Me Away‟ (v živo)            | Lavigne, Taubenfeld                | 2:55                               |
| 15.                                | „He Wasn't‟ (v živo)               |                                    | 3:13                               |
| 16.                                | „Tomorrow‟ (v živo)                |                                    | 3:35                               |

| Posebna izdaja z DVD-jem | Posebna izdaja z DVD-jem                  | Posebna izdaja z DVD-jem |
| Št.                      | Naslov                                    | Dolžina                  |
| ------------------------ | ----------------------------------------- | ------------------------ |
| 1.                       | „Dnevnik nastajanja albuma Under My Skin‟ |                          |
| 2.                       | „Dnevnik s turneje Bonez Tour‟            |                          |
| 3.                       | „Don't Tell Me‟ (videospot)               |                          |
| 4.                       | „My Happy Ending‟ (videospot)             |                          |
| 5.                       | „Nobody's Home‟ (videospot)               |                          |
| 6.                       | „He Wasn't‟ (videospot)                   |                          |

## Ostali ustvarjalci
| Nastopajoči - Avril Lavigne: Glavni vokal, spremljevalni vokali, kitara - Kenny Aronoff: Tolkala, bobni - Josh Freese: Bobni - Victor Lawrence: Čelo - Butch Walker: Akustična kitara, bas kitara, tolkala, klavir, električna kitara, sintetizator, spremljevalni vokali - Michael Ward: Kitara - Patrick Warren: Brenkala, sintetizator - Phil X: Kitara - Brooks Wackerman: Bobni - Raine Maida: Sintetizator - Chantal Kreviazuk: Klavir, sintetizator - Mike Elizondo: Bas kitara - Brian E. Garcia: Tolkala - Sam Fisher: Violina - Samuel Formicola: Violina - Mark Robertson: Violina - Kenny Cresswell: Bobni - Shanti Randall: Viola - Jason Lader: Bas kitara - Bill Lafler: Bobni - Static: Sintetizator - Jon O'Brien: Sintetizator - Nick Lashley: Kitara - Evan Taubenfeld: Akustična kitara, bobni, električna kitara, spremljevalni vokali | Tehnično urejanje - David Campbell: Urejanje brenkal - Don Gilmore: Producent, inženir - Victor Lawrence: Digitalno urejanje - Butch Walker: Programiranje, producenz - Raine Maida: Producent, inženir, digitalno urejanje, urejanje brenkal - Chantal Kreviazuk: Urejanje brenkal - John Rummen: Umetniška režija - Leon Zervos: Urejanje - Paul David Hager: Inženir - Brian E. Garcia: Inženir, Digitalno urejanje - Dan Certa: Inženir - Kim Kinakin: Umetniška režija - Jason Lader: Programiranje, digitalno urejanje, koncept brenkal - Russ-T Cobb: Inženir - Dan Certina: Inženir - Dan Chase: Digitalno urejanje, programiranje tolkal - Static: Programiranje |

Vir:

## Zgodovina izidov
| Regija                  | Datum        | Založba   |
| ----------------------- | ------------ | --------- |
| Japonska                | 12. maj 2004 | BMG Japan |
| Velika Britanija        | 24. maj 2004 | Arista    |
| Združene države Amerike | 25. maj 2004 | Arista    |

## Dosežki in certifikacije

### Dosežki
| Lestvica (2007)                                 | Dosežek |
| ----------------------------------------------- | ------- |
| Avstralija (ARIA)                               | 1       |
| Avstrija (Ö3 Austria Top 40)                    | 1       |
| Belgija (Flandrija; Ultratop 50)                | 5       |
| Belgija (Valonija; Ultratop 40)                 | 6       |
| Kanada (Canadian Albums Chart)                  | 1       |
| Kolumbija (Columbian Album Charts)              | 1       |
| Nizozemska (MegaCharts)                         | 13      |
| Francija (SNEP)                                 | 4       |
| Nemčija (Media Control Charts)                  | 1       |
| Irska (IRMA)                                    | 1       |
| Italija (FIMI)                                  | 3       |
| Mehika (AMPROFON)                               | 1       |
| Nova Zelandija (RIANZ)                          | 7       |
| Norveška (VG-lista)                             | 11      |
| Poljska (OLiS)                                  | 13      |
| Portugalska (Associação Fonográfica Portuguesa) | 3       |
| Švedska (Sverigetopplistan)                     | 14      |
| Švica (Swiss Album Chart)                       | 2       |
| Združeno kraljestvo (UK Albums Chart)           | 1       |
| Združene države Amerike (Billboard 200)         | 1       |

|

### Certifikacije
| Regija                         | Certifikacija | Prodaja    |
| ------------------------------ | ------------- | ---------- |
| Argentina (CAPIF)              | Platinasta    | 40.000+    |
| Avstralija (ARIA)              | Platinasta    | 70.000+    |
| Avstrija (IFPI)                | Platinasta    |            |
| Belgija (BEA)                  | Zlata         | 25.000+    |
| Brazilija (ABPD)               | Platinasta    | 125.000+   |
| Kanada (Music Canada)          | 5× platinasta | 500.000+   |
| Evropa (IFPI)                  | Platinasta    | 1.000.000+ |
| Francija (SNEP)                | Zlata         | 100.000+   |
| Nemčija (BVMI)                 | Zlata         | 100.000+   |
| Grčija (IFPI)                  | Zlata         | 10.000     |
| Japonska (RIAJ)                | Platinasta    | 1.000.000+ |
| Mehika (AMPFV)                 | Platinasta    | 100.000+   |
| Nova Zelandija (RIANZ)         | Zlata         | 7.500+     |
| Portugalska (AFP)              | Srebrna       | 10.000+    |
| Rusija (NFPF)                  | Platinasta    | 20.000+    |
| Španija (PROMUSICAE)           | Zlata         | 50.000+    |
| Švica (IFPI)                   | Platinasta    | 40.000+    |
| Združeno kraljestvo (BPI)      | Platinasta    | 300.000+   |
| Združene države Amerike (RIAA) | 3× platinasta | 3.000.000+ |

### Ostali pomembnejši dosežki
| Predhodnik: Confessions od Usherja   | Prvo mesto na lestvici Billboard 200 5. junij 2004 – 12. junij 2004      | Naslednik: Confessions od Usherja          |
| Predhodnik: Hopes and Fears od Keane | Prvo mesto na britanski glasbeni lestvici 5. junij 2004 – 11. junij 2004 | Naslednik: Hopes and Fears od Keane        |
| Predhodnik: Get Born od Jet          | Prvo mesto na avstralski glasbeni lestvici 31. maj 2004 – 6. junij 2004  | Naslednik: Wayward Angel od Kasey Chambers |

## Nagrade
| Leto | Nagrada                   | Kategorija                   | Osvojeno? |
| ---- | ------------------------- | ---------------------------- | --------- |
| 2004 | Premios Oye! Awards       | Najboljše angleško delo leta | Da        |
| 2005 | Juno Awards               | Najboljši pop album          | Da        |
| 2005 | Juno Awards               | Najboljši album leta         | Ne        |
| 2005 | Gold Disc Award Hong Kong | 10 najboljših albumov        | Da        |
| 2005 | Japan Golden Disc Awards  | Rock&pop album leta          | Da        |